# Akishino
Akishino (jap. 秋篠宮文仁親王 Akishino-no-miya Fumihito Shinnō; ur. 30 listopada 1965 w Tokio) – książę japoński, następca tronu, syn cesarza Akihito i cesarzowej Michiko, młodszy brat cesarza Naruhito. 

## Życiorys
Akishino urodził się 30 listopada 1965 w Tokio. Jego imieniem własnym jest Fumihito, a formalnym imieniem/tytułem Akishino-no-miya. Rodzice zaczerpnęli je od nazwy świątyni w Nara właśnie o nazwie Akishino. W dzieciństwie był nazywany „Aya”.
Podstawowe, średnie i wyższe wykształcenie otrzymał w zespole szkół i uczelni wyższej Gakushūin, gdzie uczył się także jego ojciec. Studiował prawo i biologię. Studia ukończył w kwietniu 1984 roku. W latach 1988–1990, studiował taksonomię na Uniwersytecie Oksfordzkim w Anglii. W 1996 roku obronił doktorat z ornitologii.
Po śmierci swojego dziadka, cesarza Hirohito (Shōwa), w 1989 roku, stał się drugim w kolejce do tronu japońskiego, po starszym bracie księciu Naruhito, a po abdykacji ojca, cesarza Akihito i wstąpieniu na tron brata, 1 maja 2019 stał się następcą tronu.
29 czerwca 1990 poślubił Kiko Kawashimę, córkę Tatsuhiko Kawashimy, profesora ekonomii na Uniwersytecie Gakushūin. Ma z nią dwie córki: Mako (ur. 1991) i Kako (ur. 1994). W dniu 6 września 2006 r. księżna Kiko urodziła syna, który otrzymał imię Hisahito (jest to pierwsze dziecko płci męskiej w rodzinie cesarskiej od ponad 40 lat). Jeżeli zasady dziedziczenia tronu nie zostaną zmienione, Hisahito jest drugi w kolejce do tronu.
Obecnie Akishino pełni funkcje: przewodniczącego Instytutu Ornitologii Yamashina, Japońskiego Stowarzyszenia Ogrodów Zoologicznych, a także honorowego przewodniczącego Japońskiego Stowarzyszenia Tenisa.
Ceremonia proklamacji księcia Akishino „cesarskim dziedzicem pierwszym w sukcesji do tronu” (皇嗣, kōshi), przewidziana była na dzień 19 kwietnia 2020 roku. Przyznanie mu tego tytułu zamiast „następcy tronu” (皇太子, kōtaishi) wynika z tego, iż jest on bratem, a nie synem Naruhito.
Z powodu pandemii COVID-19 publiczne ogłoszenie księcia Akishino następcą tronu nie nastąpiło 19 kwietnia 2020 roku. Główna ceremonia o charakterze ograniczonym miała miejsce w sali Matsu-no-Ma w dniu 8 listopada 2020 roku.